# Nyctimene cephalotes
Nyctimene cephalotes är en däggdjursart som först beskrevs av Peter Simon Pallas 1767.  Nyctimene cephalotes ingår i släktet Nyctimene och familjen flyghundar. IUCN kategoriserar arten globalt som livskraftig.
Inga underarter finns listade i Catalogue of Life. Wilson & Reeder (2005) skiljer mellan två underarter.
Denna flyghund förekommer på Sulawesi och på mindre öar öster om Sulawesi. På Timor är arten troligen utdöd. Nyctimene cephalotes vistas i låglandet och i bergstrakter upp till 1800 meter över havet. Habitatet utgörs av regnskog och andra fuktiga skogar.
Individerna äter främst frukter samt några insekter. De vilar uppe i träd.